# Hiroki Sugimura
Hiroki Sugimura (杉村弘树 Sugimura Hiroki) is een personage uit de film Battle Royale. Hij werd gespeeld door acteur Sosuke Takaoka.

## Voor Battle Royale
Hij was een derdeklasser van de fictieve Shiroiwa Junior High School. Hij was de beste vriend van Takako Chigusa. Chigusa was stiekem verliefd op Hiroki. Echter, Hiroki is verliefd op Kayoko Kotohiki. Als klein kind werd Hiroki altijd erg gepest. Hij huilde vaak en durfde niet voor zichzelf op te komen. Dit begreep de stoere Takako maar nooit. Hij begon kung fu te leren om zo voor zichzelf op te komen, maar gebruikte de vechtsport niet graag. In de manga was hij op school ook de mentor in de martial arts. Toch ging dit niet geheel succesvol, mede door zijn onzekerheid. In de film wordt Hiroki afgebeeld als een basketbalspeler.
Ondanks het feit dat hij geliefd was bij vrijwel iedereen, had Hiroki zo zijn vijanden. Zo mocht hij Kazushi Niida niet, omdat hij verliefd was op Takako en haar irriteerde. In het boek en in de manga is hij ook een vijand van Kazuo Kiriyama en zijn bende, omdat ze denken dat Hiroki gewoon een "watje" is die stoer probeert over te komen.
Hiroki houdt van Chinese poëzie en is, met een lengte van 182 centimeter, de langste student uit zijn klas.

## Battle Royale
Wanneer de klas waarin Hiroki studeert wordt uitgekozen om een participatie te leveren aan Battle Royale krijgt Hiroki een GPS als wapen. In het boek en in de manga wordt er geloofd dat Hiroki geen wapen heeft. Wel loopt hij rond met een bo. Na een confrontatie met Mitsuko Souma neemt hij ook haar M1911 over.
Tijdens het spel is Hiroki te druk bezig met het vinden van Takako Chigusa en Kayoko Kotohiki om mee te doen aan het spel. In de film vertelt hij dat hij op dag één Takako zag, maar dat ze te snel weg rende om bij te houden. Wanneer hij Takako vindt, is ze ernstig gewond. Ze is zojuist neergeschoten door Mitsuko Souma en staat op het punt om te sterven. Ze vertelt dat ze verliefd op hem is. Echter, hij vertelt dat hij gevoelens heeft voor een ander. Vervolgens sterft ze in zijn armen.
In het boek en de manga ontmoet hij niet veel later Shuya, Noriko Nakagawa en Shogo Kawada, nadat Shogo hem dreigt te vermoorden. Shuya stopt Shogo en is blij Hiroki te zien. Shuya vertelt dat Shogo een uitweg weet. Hiroki is echter nog verdrietig om de dood van Takako en weigert zijn aanbod, omdat hij Kayoko Kotohiki nog niet gevonden heeft. In de film krijgt hij niet veel later hetzelfde aanbod van Shinji Mimura, die ook bezig is met een uitweg zoeken. Opnieuw weigert Hiroki. In het boek en in de manga heeft Hiroki nog confrontaties met Kazuo Kiriyama, Mitsuko Souma, Toshinori Oda en de meiden die in de vuurtoren verblijven. Hij overlijdt bij geen van de nare gesprekken.

## Dood
In alle adaptaties komt Hiroki aan zijn einde.

### Boek
Na een gevecht met Kazuo Kiriyama bij de vuurtoren raakt Hiroki ernstig gewond. Niet veel later vindt hij Kayoko Kotohiki. Hij is blij dat hij haar gevonden heeft. Kayoko is echter bang en rent weg. Hiroki achtervolgt haar, waardoor Kayoko paranoïde wordt en hem neerschiet.
Vlak voordat hij sterft vertelt hij dat hij op haar verliefd is. Ook zegt hij dat ze naar Shuya Nanahara moet, want hij zou haar helpen. Wat hij niet weet, is dat Kiriyama en Mitsuko meeluisteren. Hiroko overlijdt en nog geen moment later wordt Kayoko een slachtoffer van Mitsuko.

### Manga
Wanneer Hiroki eindelijk Kayoko Kotohiki vindt, gaat ze met hem mee. Ze beginnen een lang gesprek te voeren, die uiteindelijk wordt verbroken door Kiriyama. Hiroki schopt de MAC-10 en Walther P99 uit Kiriyama's handen, waardoor hij is gedwongen met zijn handen te vechten. Kiriyama hakt enkele vingers van Hiroki af en steekt een speer, die Hiroki zelf maakte, in zijn oog. Hiroki weet nog de MAC-10 te bemachtigen en richt op Kiriyama. Als hij schiet, komt hij tot de ontdekking dat Kiriyama een kogelvrij vest draagt. Hiroki beseft dat hij zal sterven en vertelt zijn ware gevoelens aan Kayoko Kotohiki. Kayoko is ontroerd en rent niet weg. Nadat Kiriyama Hiroki heeft vermoord, vermoordt hij Kayoko.

### Film
Wanneer Hiroki Kayoko Kotohiki heeft gevonden, is ze verstopt en heeft Hiroki geen helder zicht. Hij dwingt haar tevoorschijn te komen. Hiroki is bang en schiet hem neer. Het is duidelijk dat Kayoko doodsbang en niet meer zichzelf is, aangezien ze nog doorschiet terwijl haar kogels al op zijn. Vlak voordat Hiroki sterft, vertelt hij dat hij verliefd op haar is. Kayoko is gebroken van verdriet en vertelt dat ze het niet wist omdat ze nooit met elkaar praatten. Nadat Hiroki sterft, komt Mitsuko Souma vanuit het niets en vermoordt Kayoko. Ze valt neer op een inmiddels overleden Hiroki. Dood.